# Мардарівка (Подільський район)
Марда́рівка — село Куяльницької сільської громади в Подільському районі Одеської області, Україна. Населення становить 1241 осіб.

## Історія
Історія Мардарівки починається наприкінці XVIII століття, коли ці, доти порожні землі, починають заселятися. Хутори, що згодом сформували Мардарівку, були заселені повністю вже 1799 року. Власником земель був полковник Курис. Досі урочище біля Мардарівки зветься Курисове. А назва Мардарівка виникає, коли у 1840-х роках ці землі купує поміщик Мардарій Цигульський.
У 1865 році поміщик Мардарій Цигульський надає свої землі під будівництво залізничної колії — з однією вимогою, що станція і село буде носити його ім'я. Ось і виникає у 1865 році станція і село Мардарівка.
У 1894 році селище Мардарівка мало 22 двори та 131 мешканця (62 чоловіки, 69 жінок), у селищі було поштове відділення, земська поштова станція, оптовий склад вина. Селище входило до складу Кіндратівської волості Ананьївського повіту.
1920 року було створено сільську роду, а 1923 року почалася робота школи.
1934 року було побудовано клуб.
Село було окуповане нацистами з 7 серпня 1941 року по 22 квітня 1944 року. На полях війни загинуло 178 мешканців села.
1971 року збудовано новий будинок культури, у 1976 році — нове двоповерхове приміщення школи.
До 13 вересня 1994 року село входило до складу Ананьївського району.
12 червня 2020 року, відповідно до Розпорядження Кабінету Міністрів України від № 724-р «Про визначення адміністративних центрів та затвердження територій територіальних громад Одеської області», увійшло до складу Куяльницької сільської територіальної громади.
19 липня 2020 року, в результаті адміністративно-територіальної реформи і ліквідації Подільського району (1923-2020), село увійшло до складу новоутвореного Подільського району Одеської області.

## Населення
Згідно з переписом 1989 року населення села, яке тоді входило до складу сусіднього Ананьївського району, становило 1360 осіб, з яких 587 чоловіків та 773 жінки.
За переписом населення України 2001 року в селі мешкало 1237 осіб.

### Мова
Розподіл населення за рідною мовою за даними перепису 2001 року:
| Мова       | Відсоток |
| ---------- | -------- |
| українська | 94,12 %  |
| молдовська | 3,46 %   |
| російська  | 1,93 %   |
| болгарська | 0,32 %   |
| білоруська | 0,08 %   |

## Відомі мешканці

### Народились
- Моравський Ілля Микитович (1891- 08.07.1924) - вояк армії УНР, начальник контррозвідки в 1 першому піхотному полку імені  Винниченка, який був другом Євгена Чикаленка. У 1920 емігрував до Болгарії, потім перебрався до Кишиніва[8]. Розстліляний чекістами в Одесі.
- Моравський Іван Микитович (1898- 08.07.1924) - брат Іллі Моравського, допомагав йому у постачанні інформаційних матеріалів.  Працював  службовцем  в Управлінні служби руху 3 дільниці на ст. Бірзула[9] Розстріляний  чекістами  в Одесі[9]
- Ворошилова Катерина Давидівна — дружина маршала Радянського Союзу Климента Єфремовича Ворошилова, російська революціонерка, потім — радянський державний та партійний діяч.